# 414 a.C.

## Eventos
- Nicias lidera ataque de Atenienses em Siracusa.
- Quinto Fábio Vibulano, pela segunda vez, Cneu Cornélio Cosso, Lúcio Valério Potito e Marco Postúmio Regilense, tribunos consulares em Roma.